# Ben Stiller
Benjamin Edward "Ben" Meara Stiller Embaixador(a) da boa vontade da ACNUR (Nova Iorque, 30 de novembro de 1965) é um ator, comediante, diretor de cinema, produtor de cinema, dublador e roteirista estadunidense. Ele é o filho de Jerry Stiller e Anne Meara, dois comediantes e atores veteranos.
Ao longo de sua carreira, Stiller escreveu, estrelou, dirigiu ou produziu mais de 50 filmes, entre eles os sucessos de bilheterias e críticas, incluindo Quem Vai Ficar com Mary?, Zoolander, Entrando Numa Fria, Entrando Numa Fria Maior Ainda, Trovão Tropical, Uma Noite no Museu, Uma Noite no Museu 2, Uma Noite no Museu 3, além da franquia de animação Madagascar, entre outros.
Stiller é membro de um grupo de atores cômicos conhecido coloquialmente como "Frat Pack".
Seus filmes arrecadaram mais de 2,2 bilhões de dólares no Canadá e nos Estados Unidos, com uma média de 75 milhões de dólares em cada. Além de atuar, ele também esteve engajado na produção e direção de mais de 15 filmes. Também consta na sua lista vários trabalhos na televisão e participações em videoclipes musicais. Ao longo de sua carreira, ele recebeu vários prêmios e honras, incluindo um Emmy, vários MTV Movie Awards e um Teen Choice Award.

## Biografia

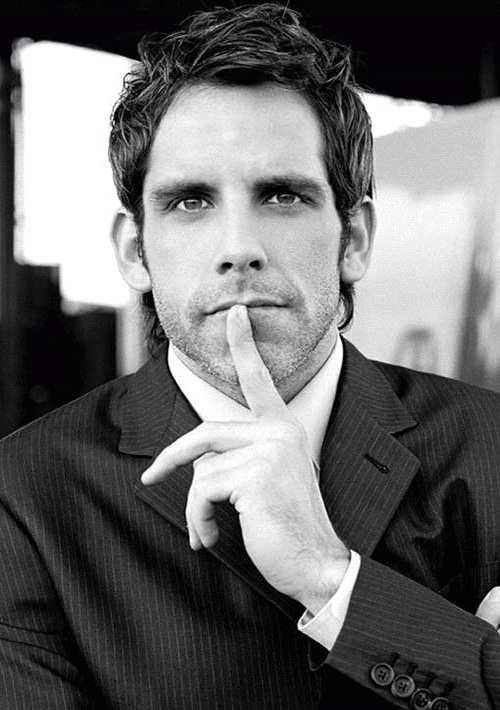
Stiller em 2006, em foto de Jerry Avenaim.

Os pais de Stiller frequentemente o levavam a eventos, desde que ele era criança. O ator afirmou que considerava sua infância incomum: "De certa forma, foi uma criação de show business -  muitas viagens, muitas noites tardes - não é o que você considera tradicional.".
Stiller demonstrou cedo um interesse no cinema, e fez filmes de formato Super-8 com sua irma e amigos. Aos dez anos, ele fez sua estreia como ator, como convidado na série de televisão de sua mãe, Kate McShane. No final de 1970, ele atuou com a trupe de Nova York NYC's First All Children's Theater, interpretando diversos papéis, incluindo o principal em Clever Jack and the Magic Beanstalk. Após ter sido inspirado pelo programa de televisão Second City Television enquanto estava no Ensino Médio, Stiller percebeu que queria se envolver com comédia.
Stiller frequentou a Cathedral School e se graduou na Calhoun School em Nova York, em 1983. Ele começou a se apresentar no circuito de cabaré como atração de abertura para Jadin Wong. Stiller então tornou-se estudante de cinema na Universidade da Califórnia, em Los Angeles. Depois de nove meses, ele deixou a escola para voltar para Nova York. Ele fez seu caminho através de aulas de atuação, audições e tentando encontrar um agente.

## Carreira
Stiller foi escalado para um papel na remontagem da Broadway de John Guare de A Casa das Folhas Azuis, ao lado de John Mahoney. A produção ganhou quatro prêmios Tony. Durante o processo, Stiller produziu um documentário satírico cujo protagonista foi Mahoney. Seu trabalho cômico foi bem recebido pelo elenco e pela equipe da peça, e ele seguiu com 10 minutos de um curta chamado The Hustler of Money (uma paródia do filme de Martin Scorsese A Cor do Dinheiro). Stiller então chamou a atenção do programa Saturday Night Live, que foi ao ar em 1987 e, dois anos mais tarde ofereceu-lhe um lugar como escritor. Enquanto isso, o ator também teve um pequeno papel no filme Império do Sol, de Steven Spielberg.
Stiller fez uma participação especial no clipe "Closer", da banda Travis.

## Vida pessoal
Stiller teve casos amorosos com várias atrizes durante seu início de carreira na televisão e no cinema, incluindo Jeanne Tripplehorn, Calista Flockhart, e Amanda Peet. Em 1999, durante as gravações de um programa de televisão dirigido por ele, chamado "Heat Vision and Jack", Stiller conheceu Christine Taylor, que fora convidada para participar do episódio piloto, o único episódio filmado. Em 2000, Stiller e Taylor se casaram. Os dois se separaram em Maio de 2017 e tiveram dois filhos, Ella Olivia, nascida em 10 de Abril de 2002, e um filho, Quinlin Dempsey, nascido em 10 de Julho de 2005. O casal havia contracenado juntos no cinema em três filmes: Zoolander, Com a Bola Toda e Trovão Tropical. Mais tarde, o casal se reconciliou após morarem juntos durante a pandemia.

## "Frat pack"

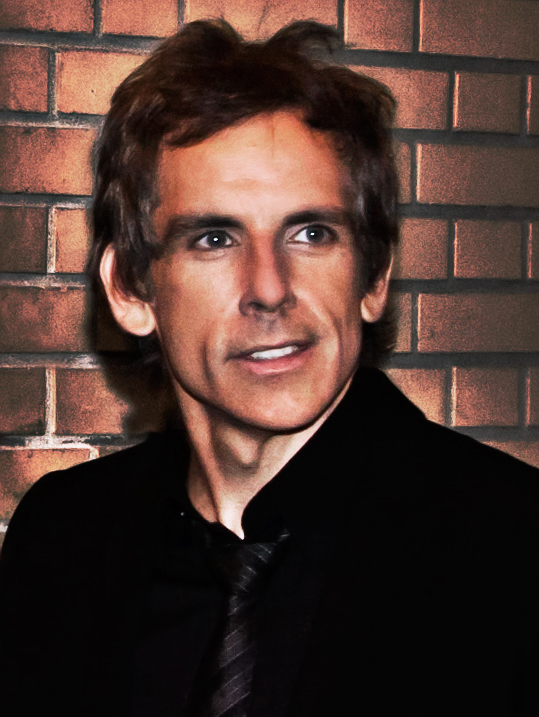
Stiller no Toronto International Film Festival, em 2010.

Stiller é o líder do Frat Pack, um grupo de atores que trabalharam (e ainda trabalham) juntos em vários filmes. O grupo inclui Jack Black, Will Ferrell, Vince Vaughn, Owen Wilson, Luke Wilson, Steve Carell, e Paul Rudd. Stiller foi reconhecido como líder devido seu consistente uso dos membros em filmes que ele produz e dirige. Stiller está envolvido em 20, dos 35 filmes do Frat Pack. Stiller é o único membro a aparecer num filme do grupo Brat Pack (Fresh Horses).

## Filmografia
| Ano  | Filme                                                                               | Papel                        | Notas                         |
| ---- | ----------------------------------------------------------------------------------- | ---------------------------- | ----------------------------- |
| 1987 | Empire of the Sun (Império do Sol)                                                  | Dainty                       |                               |
| 1987 | Hot Pursuit (Belas e Perseguidas)                                                   | Chris Honeywell              |                               |
| 1987 | Shoeshine                                                                           | Banqueiro                    | Curta-metragem                |
| 1988 | Fresh Horses (Obsessão)                                                             | Tipton                       |                               |
| 1989 | Next of Kin (Marcados Pelo Ódio)                                                    | Lawrence Isabella            |                               |
| 1989 | Elvis Stories                                                                       | Bruce                        | Curta-metragem                |
| 1989 | That's Adequate (O que é adequado)                                                  | Chip Lane                    | Mocumentário                  |
| 1990 | Stella (Stella - Uma Prova de Amor)                                                 | Jim Uptegrove                |                               |
| 1992 | The Nutt House                                                                      | Pie Thrower                  |                               |
| 1992 | Highway to Hell (Estrada para o Inferno)                                            | Pluto's Cook/Attila the Hun  |                               |
| 1994 | Reality Bites (Caindo na Real)                                                      | Michael Grates               | Também diretor                |
| 1995 | Heavyweights (Pesos Pesados / Turma da Pesada)                                      | Tony Perkis/Tony Perkis Sr.  |                               |
| 1995 | 2 Stupid Dogs                                                                       | Tony Robbins-style character | Desenho Animado               |
| 1996 | The Cable Guy (O Pentelho)                                                          | Sam Sweet/Stan Sweet         | Também diretor                |
| 1996 | Flirting with Disaster (Procurando Encrenca)                                        | Mel                          |                               |
| 1996 | If Lucy Fell (Lado a Lado com o Amor)                                               | Bwick Elias                  |                               |
| 1996 | Happy Gilmore (Um Maluco no Golfe)                                                  | Nursing Home Orderly         | Não creditado                 |
| 1998 | Permanent Midnight (Uma Vida Alucinante)                                            | Jerry Stahl                  |                               |
| 1998 | Your Friends & Neighbors (Seus Amigos, Seus Vizinhos)                               | Jerry                        |                               |
| 1998 | There's Something About Mary (Quem Vai Ficar com Mary?)                             | Ted Stroehmann               |                               |
| 1998 | Zero Effect                                                                         | Steve Arlo                   |                               |
| 1999 | Black and White                                                                     | Mark Clear                   |                               |
| 1999 | Mystery Men (Heróis Muito Loucos)                                                   | Roy / Sr. Furioso            |                               |
| 1999 | The Suburbans (O Recomeço)                                                          | Jay Rose                     |                               |
| 1999 | Freaks And Geaks                                                                    | Agente do governo            | Episódio: "The Little Things" |
| 2000 | Meet the Parents (Entrando numa Fria)                                               | Gaylord 'Greg' Pinto         |                               |
| 2000 | Keeping the Faith (Tenha Fé)                                                        | rabino Jake Schram           |                               |
| 2000 | The Independent (Produção Independente)                                             | Cop                          | Mocumentário                  |
| 2001 | The Royal Tenenbaums (Os Excêntricos Tenenbaums)                                    | Chas Tenenbaum               |                               |
| 2001 | Zoolander                                                                           | Derek Zoolander              | Também roteirista e diretor   |
| 2002 | Orange County (Correndo Atrás do Diploma)                                           | Bombeiro                     |                               |
| 2002 | Run Ronnie Run (Metido em Encrenca)                                                 | Ele mesmo                    |                               |
| 2003 | Nobody Knows Anything!                                                              | Peach Expert                 |                               |
| 2003 | Duplex                                                                              | Alex Rose                    |                               |
| 2003 | Pauly Shore Is Dead                                                                 | Ele mesmo                    | Documentário                  |
| 2004 | Meet the Fockers (Entrando numa Fria Maior Ainda)                                   | Gaylord 'Greg' Pinto         |                               |
| 2004 | Anchorman: The Legend of Ron Burgundy (O Âncora: A Lenda de Ron Burgundy)           | Arturo Mendes                |                               |
| 2004 | Dodgeball: A True Underdog Story (Com a Bola Toda)                                  | White Goodman                |                               |
| 2004 | Envy (A Inveja Mata)                                                                | Tim Dingman                  |                               |
| 2004 | Starsky & Hutch (Starsky & Hutch - Justiça em Dobro)                                | David Starsky                |                               |
| 2004 | Along Came Polly (Quero Ficar com Polly)                                            | Reuben Feffer                |                               |
| 2005 | Madagascar                                                                          | Alex, O Leão                 | Voz                           |
| 2006 | Danny Roane: First Time Director                                                    | Ele mesmo                    |                               |
| 2006 | Night at the Museum (Uma Noite no Museu)                                            | Larry Daley                  |                               |
| 2006 | In Search of Ted Demme                                                              | Ele mesmo                    |                               |
| 2006 | Tenacious D in The Pick of Destiny (Tenacious D - Uma Dupla Infernal)               | Guitar Center Guy            | Cameo e produtor              |
| 2006 | School for Scoundrels (Escola de Idiotas)                                           | Lonnie                       |                               |
| 2007 | The Heartbreak Kid (Antes Só do que Mal Casado)                                     | Eddie Cantrow                |                               |
| 2008 | Tropic Thunder (Trovão Tropical)                                                    | Tugg Speedman                | Também roteirista e diretor   |
| 2008 | Madagascar: Escape 2 Africa (Madagascar 2: A Grande Escapada)                       | Alex, O Leão                 | Voz                           |
| 2009 | Night at the Museum: Battle of the Smithsonian (Uma Noite no Museu 2)               | Larry Daley                  |                               |
| 2009 | The Marc Pease Experience (De Volta Para a Escola)                                  | Jon Gribble                  |                               |
| 2010 | Greenberg (O Solteirão)                                                             | Roger Greenberg              |                               |
| 2010 | Phineas e Ferb                                                                      | Khaka Peü Peü                | Voz                           |
| 2010 | Little Fockers (Entrando Numa Fria Maior Ainda com a Família)                       | Gaylord 'Greg' Pinto         |                               |
| 2010 | Megamind (Megamente)                                                                | Bernard                      | Voz                           |
| 2011 | Tower Heist (Roubo nas Alturas)                                                     | Josh Kovacs                  |                               |
| 2012 | The Watch (Vizinhos Imediatos de 3º Grau)                                           | Evan Trautwig                | Protagonista                  |
| 2012 | Madagascar 3: Europe's Most Wanted (Madagascar 3 - Os Procurados)                   | Alex, O Leão                 | Voz                           |
| 2013 | The Secret Life of Walter Mitty (A vida secreta de Walter Mitty)                    | Walter Mitty                 | Director                      |
| 2014 | Night at the Museum: Secret of the Tomb (Uma Noite no Museu 3 - O Segredo da Tumba) | Larry Daley                  |                               |
| 2015 | While We're Young (Enquanto Somos Jovens)                                           | Josh Schrebnick              |                               |
| 2016 | Zoolander 2                                                                         | Derek Zoolander              |                               |
| 2016 | Don't Think Twice (O Holofote Não É para Todos)                                     | Ele mesmo                    |                               |
| 2017 | The Meyerowitz Stories (Os Meyerowitz: Família Não Se Escolhe)                      | Matthew Meyerowitz           |                               |
| 2017 | Brad's Status (O Estado das Coisas)                                                 | Brad Sloan                   |                               |
| 2025 | Happy Gilmore 2 (Um Maluco no Golfe 2)                                              | Hal L.                       |                               |

## Prêmios e honras
- Stiller foi premiado com o Emmy de "melhor roteiro num programa de variedades, músicas ou comédia" por seu trabalho em The Ben Stiller Show (1993).[1]
- Ele foi indicado doze vezes ao Teen Choice Awards e ganhou uma vez, por "melhor ataque de nervos" por seu trabalho em Zoolander.
- Ele foi indicado ao MTV Movie Awards treze vezes e ganhou três vezes: "Melhor luta" em Quem Vai Ficar com Mary?, "Melhor performance cômica" em Entrando Numa Fria Maior Ainda e "Melhor vilão" em Com a Bola Toda.
- Ele recebeu o MTV Generation Award do MTV Movie Awards, a principal honra da cerimônia, em 2009.
- A turma de 2005 da Universidade de Princeton induziu Stiller como membro honorário da turma durante sua "Semana Sênior", em abril de 2005.[2]
- Em 23 de fevereiro de 2007, Stiller recebeu o prêmio Hasty Pudding Man of the Year dos teatros da Harvard em Hasty Pudding. Segundo a organização, o prémio é concedido a artistas que dão uma contribuição duradoura e impressionante ao mundo do entretenimento.
- Em 31 de março de 2007, Stiller recebeu o "Wannabe Award" (concedido a uma celebridade com quem as crianças "querem ser") no Kids 'Choice Awards.[3]
- Em 2011, recebeu o BAFTA Britannia - Prêmio Charlie Chaplin Britannia de Excelência em Comédia pela BAFTA Los Angeles .
- Em 2014, Stiller foi indicado para Melhor Ator no 40º Saturn Awards de A Vida Secreta de Walter Mitty.
- Em 6 de fevereiro de 2016, Stiller estabeleceu  o recorde mundial do Guinness para o pau de selfie mais longo (8,56 metros) na estreia mundial de Zoolander 2.[4][5]
- Em 2 de fevereiro de 2019, Stiller ganhou o prêmio Directors Guild of America por uma excelente realização de diretor em telefilmes por sua minissérie Escape at Dannemora.[6]